# Гемптон (Міннесота)
Гемптон (англ. Hampton) — місто (англ. city) в США, в окрузі Дакота штату Міннесота. Населення — 744 особи (2020).

## Географія
Гемптон розташований за координатами 44°36′29″ пн. ш. 93°0′7″ зх. д. / 44.60806° пн. ш. 93.00194° зх. д. (44.608144, -93.001966).  За даними Бюро перепису населення США в 2010 році місто мало площу 3,53 км², з яких 3,50 км² — суходіл та 0,02 км² — водойми. В 2017 році площа становила 3,21 км², з яких 3,19 км² — суходіл та 0,02 км² — водойми.

## Демографія
Згідно з переписом 2010 року, у місті мешкало 689 осіб у 245 домогосподарствах у складі 175 родин. Густота населення становила 195 осіб/км².  Було 268 помешкань (76/км²).
Расовий склад населення:
| - 95,6 % — білих - 1,0 % — чорних або афроамериканців - 0,6 % — азіатів - 0,3 % — корінних американців |

До двох чи більше рас належало 2,0 %. Частка іспаномовних становила 2,3 % від усіх жителів.
За віковим діапазоном населення розподілялося таким чином: 29,9 % — особи молодші 18 років, 64,3 % — особи у віці 18—64 років, 5,8 % — особи у віці 65 років та старші. Медіана віку мешканця становила 30,6 року. На 100 осіб жіночої статі у місті припадало 114,6 чоловіків;  на 100 жінок у віці від 18 років та старших — 110,9 чоловіків також старших 18 років.
Середній дохід на одне домашнє господарство  становив 71 913 долари США (медіана — 66 154), а середній дохід на одну сім'ю — 80 226 доларів (медіана — 84 167). Медіана доходів становила 51 696 доларів для чоловіків та 44 375 доларів для жінок. За межею бідності перебувало 15,0 % осіб, у тому числі 22,6 % дітей у віці до 18 років та 0,0 % осіб у віці 65 років та старших.
Цивільне працевлаштоване населення становило 406 осіб. Основні галузі зайнятості: освіта, охорона здоров'я та соціальна допомога — 14,5 %, будівництво — 14,0 %, науковці, спеціалісти, менеджери — 11,8 %, виробництво — 11,1 %.